# 寺越昭二
寺越 昭二（てらこし しょうじ、1927年3月31日 - ）は、北朝鮮による拉致被害者と考えられる日本人男性。政府認定の拉致被害者ではないが、「救う会」（北朝鮮に拉致された日本人を救出するための全国協議会）では拉致被害者に認定している。寺越昭二を含む3人が沖へ漁に出たまま行方不明になった事件を「寺越事件」と呼んでいる。

## 人物・略歴
寺越昭二は、1927年（昭和2年）3月31日、石川県羽咋郡志賀町で寺越嘉太郎の次男として生まれた。嘉太郎には11人の子（五男六女）がおり、1番上が長男の太左衛門、2番目が次男の昭二、外雄は9番目の四男であった。太左衛門と友枝の長男が寺越武志で、昭二からすれば甥にあたる。

### 失踪
1963年（昭和38年）5月11日、寺越昭二（当時36歳）は、弟の外雄（当時24歳）、甥の武志（当時13歳）とともに昭二所有の小型漁船「清丸」で能登半島沖へメバル漁に出たまま行方不明になった。昭二は結婚しており、妻トシ子とのあいだに昭男（当時13歳）、政男（12歳）、美津夫（9歳）の3人の子どもがあった。昭男は、その日の朝、父に漁船に乗せてもらう約束をしていた。
「清丸」は5月11日（土曜日）の午後1時ころに高浜港を出港し、北よりの富来町（現、志賀町）福浦港に立ち寄った後、午後4時ころ福浦の沖400メートルに刺し網を入れた。そこまでは周囲からも確認されており、夜遅くには高浜港に帰港する予定だったが、その日は帰らず、翌朝、高浜港の沖合い7キロメートルの海上を漁船だけが漂流しているところを発見された。購入して間もない「清丸」左舷には他の船に衝突されてできたような損傷があり、塗料も付着していた。転覆やエンジン故障の痕跡はなかった。網は仕掛けられたままとなっており、人間だけが忽然と消えたのである。寺越嘉太郎は、その日のうちに昭二・外雄・武志の3人の捜査依頼を羽咋警察署に出した。1週間におよぶ海上保安庁や地元漁協の捜索にもかかわらず3人の遺体は発見されず、消息もつかめないまま戸籍上「死亡（遭難死）」として扱われた。寺越トシ子は3人の子をかかえながら、突然、夫を失った。3人は海に投げ出されて死亡したものとみなされた。捜索が打ち切られて間もなく、寺越家では3人の葬儀が執り行われたが、トシ子の一家は葬式に参加しなかった。
昭二らの失踪から24年目の1987年（昭和62年）1月22日、死んでいると思われていた外雄から豊子（嘉太郎の次女）の嫁ぎ先に突然手紙がとどいた。罫線のないわら半紙にボールペンで書かれていた手紙には、3人は失踪後、北朝鮮で暮らすようになったこと、外雄自身は北朝鮮で家庭をもち、2人の子があること、外雄の北朝鮮での住所、「金哲浩（キム・チョルホ）」という北朝鮮での名前が記されてあった。豊子の夫はすぐにこれに返信し、本当に外雄本人なのかどうか確定させるための質問も盛り込んだ。外雄の返信により、間違いなく外雄の北朝鮮での生存が確認された。外雄の手紙によれば、武志は生存し、結婚して子どももいるが、昭二は北朝鮮に来てから5年後に亡くなったという。

### 昭二の死の真相
寺越外雄と武志が連れていかれ、北朝鮮の土を踏んだのは咸鏡北道清津であった。北朝鮮当局は「北朝鮮の船が遭難していた3人を救助した。3人は北朝鮮で生きていくことを選んだ、昭二は1968年3月30日に死亡」と説明した。「拉致」ではなく「救助」であり、「本人の意思で北朝鮮で暮らすことを選んだ」という主張である。この説明は、横田めぐみの夫で、高校生のときに韓国で拉致された金英男のケースと同じである。昭二については、「41歳の誕生日の朝、清津の病院でベッドから落ちて死亡していたところを発見された（病死）」と伝えている。そして、1990年（平成2年）には「墓の土」と称するものが渡され、2002年（平成14年）には墓の写真が昭二の子どもたちに提供された。
ところが、昭二が北朝鮮で生活したことを示す写真や手紙、遺骨などの物証が何ら示されていないこと、墓石と称する石の写真はコンクリートがとても白くて1968年に建立されたものには到底見られないこと、墓石には生年月日が1927年3月30日、死亡日が1968年3月30日と刻まれているが、昭二の生年月日は1927年3月31日なのであり、本人が北朝鮮に上陸して5年間生活していたのであれば間違えるはずもない生年月日の情報が誤っていることなどから、北朝鮮当局の説明は信じるに足らないとの判断が息子たちから示された。
一方、北朝鮮工作員だった安明進の証言によれば、金正日政治軍事大学の呉求鎬（オ・グホ）教官が清津連絡所に勤務していた1960年代中頃、能登半島で漁船に乗っている3〜4人の男性を拉致しようとし、そのうちの1人が少年だったこと、また、漁船のなかで最も年長だった者が頑強に抵抗したので、その場で射殺し、鉛のかたまりを身体にくくり付けて海中に投げ捨てたことを、呉求鎬自身から聞いたという。呉求鎬は工作員養成機関である金正日政治軍事大学で、1988年11月の「航海講座」の際に、安明進ら学生にこのときのことを詳細に説明し、日本での拉致は自分が最初だと語った。安明進は1991年9月、大学の通信装備倉庫の前で寺越武志に酷似した眼鏡をかけた私服の男性を見かけており、学生の一人が「あれが教官が拉致した男だそうだ」と安に教えたという。
寺越昭二の子息である寺越昭男、北野政男、内田美津夫の3名は、2003年（平成15年）11月27日、安明進の証言などをもとに、石川県警察に拉致実行犯の呉求鎬（オ・グホ）を殺人（刑法199条）と死体遺棄（刑法190条）の罪で刑事告訴・告発した。

## 北朝鮮による拉致疑惑
日本政府は2007年（平成19年）11月6日、福田康夫首相名で、寺越事件は「北朝鮮による拉致の可能性を排除できない事案に該当」との見解を示している。また、「家族会」（北朝鮮による拉致被害者家族連絡会）と「救う会」（北朝鮮に拉致された日本人を救出するための全国協議会）は、いずれも、この事件が拉致事件であるとの認識に立っている。
「沖合いで北朝鮮の船に助けられた」という武志らの証言は金英男のケースと一致し、北朝鮮当局者からの指示である可能性がある。わずか7km沖合いの日本領海内において漂流した漁船が発見されており、浸水した形跡もないことから、日本の警察当局は北朝鮮の工作船によって発見され、拉致されたものと推測している。
2013年5月17日、「救う会」（北朝鮮に拉致された日本人を救出するための全国協議会）の会長と昭二の親族は、拉致担当大臣に「寺越事件に関する要望書」を提出、北朝鮮による拉致事件として真相究明を要請した。拉致担当大臣は「安倍内閣として政府の拉致認定の有無にかかわらず、全員救出する方針だ。その中に寺越事件も含まれる」との見解を示した。